# 1 Dia 1 Foto
1 Dia 1 Foto és un projecte de fotografia documental realitzat durant l’any 2014 i exposat el 2015. 31 fotoperiodistes van realitzar una fotografia mensualment per aconseguir un arxiu de 365 imatges (una de cada dia de l’any) amb l’objectiu d’enregistrar un any important per a la història de Catalunya. Els professionals treballen a diferents mitjans de comunicació: l’Ara, l’Abc, El Mundo Siglo XXI, El Mundo Deportivo, El País, El Periódico de Catalunya, El Punt-Avui, La Vanguardia, l’Sport, Agència Efe i France-Presse (AFP) o com a freelance.

## Concepte
Comença a finals de 2013, quan una idea original de Julio Carbó, editor gràfic i fotògraf d'El Periódico de Catalunya, va agrupar a uns fotògrafs que van escollir com a eix central del projecte la vida quotidiana de Catalunya durant el 2014, any de la commemoració del Tricentenari de la guerra de Successió, i de la convocatòria d’un referèndum d’autodeterminació per part del Govern de la Generalitat.
Van retratar Catalunya des d'una perspectiva social, econòmica, cultural i política, des de la quotidianitat de les tasques més rutinàries com les professions, els paisatges o els carrers. Però alhora des dels conflictes, la diversitat i els problemes que aquests conceptes impliquen.
El mateix col·lectiu descriu el seu projecte: “31 fotògrafs fem torns de 24 hores, dia rere dia, en el paper de cronista humil de l'esdevenir diari dels nostres conciutadans. Som testimonis invisibles de la vida, de com ens relacionem i de com vivim. Sovint, sense ser conscients del fet que cada instant és part de l’inexorable esdevenir històric, de profundes i intenses transformacions.”

## Format

### Exposició

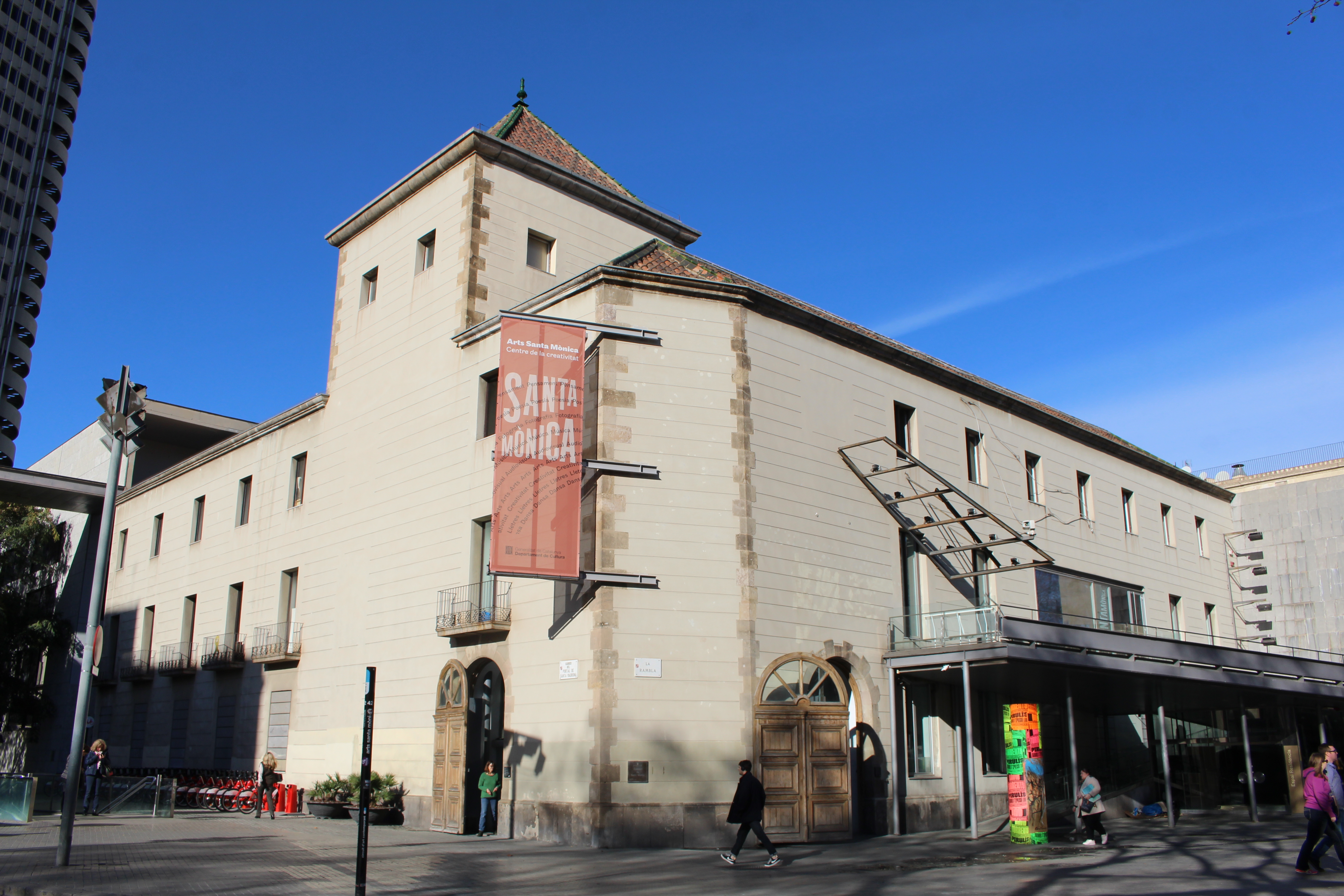
Centre Arts Santa Mònica a Barcelona.

Per donar visibilitat a la visió fotogràfica d’aquests 31 fotògrafs des del’1 de gener fins al 31 de desembre, la coordinació del projecte de la mà del Departament de Cultura van decidir realitzar una exposició a l’Arts Santa Mònica durant els primers mesos de l’any 2015. L'exposició va estar activa des de l'1 de gener fins al 12 d’abril i va ser un èxit per donar a conèixer el projecte.

### Llibre
Mesos després, el projecte va passar a format físic en un llibre de 384 pàgines disponible en català, castellà i anglès, editat per Triangle Postals i traduït per Babel Traductors.

## Autors participants
Els fotògrafs són 31 professionals de la informació gràfica de Catalunya. Cadascun d’ells té assignat un dia concret dels dotze mesos de l’any: Jordi Cotrina, Joan Guerrero, Santi Cogolludo, Francesc Melcion, Susanna Sáez, Quique García, Àlex Garcia, Danny Caminal, Ana Jiménez, Laura Guerrero, David Airob, Carles Ribas, Albert Masias, Marcel·lí Sàenz, Cristina Calderer, Pere Tordera, Toni Albir, Julio Carbó, Miquel Anglarill, Joan Manuel Baliellas, Josep Losada, Inés Baucells, Joan Monfort, Josep Lago, Carmen Secanella, Agustí Carbonell, Vicens Giménez, Consuelo Bautista, Jordi V. Pou, Pere Puntí i Albert Bertran.
A més, el projecte va comptar amb dotze textos de diferents escriptors que viuen o treballen a Catalunya: Laura Terré, Llucia Ramis, Sergi Pàmies, Eduardo Mendoza, Kiko Amat, Marta Rovira, Najat El Hachmi, Carme Pinós, Albert Sánchez Piñol, Txema Martínez, Josep Ramoneda i Jordi Évole. Tant el disseny gràfic del llibre com el de l'exposició van ser encarregats a Rycardo de Paz, cap de disseny del diari El Mundo des del 1996 fins al 2012.